# Рох III (герб)
Герб «Рох III» (пол. Roch III, Roch II, Pirzchała, Skała Łamana) — польский дворянский герб.

## Описание герба
В червлёном поле лилия на трёх серебряных ступенях, в нашлемнике такая же сама лилия.

## Наиболее раннее упоминание
В 1238 году пфальцграф Ростислав Першхала из Геральтов.

## Роды, использующие герб
Боровские (Borowski), Бролинские (Brolinski), Бржезницкие (Brzeznicki), Хотовские (Chotowski), Гералтовские (Gieraltowski), Каминские (Kaminski), Карша (Karsza), Корыцкие (Korycki), Костро (Kostro), Лопенские (Lopienski), Надольские (Nadolski), Очко (Oczko), Пашковские (Paszkowski), Пекуцкие (Piekucki), Пеляшковские (Pielaszkowski), Петрашко (Piotraszko), Пржездзецкие (Przezdziecki Pierzchala), Россудовские (Rossudowski), Ржезницкие (Rzeznicki), Вольские (Wolski), Выпыские (Wypyski), Вышенские-Нагурки (Wyszenski-Nagorka), Жабоклицкие (Zabocklicki), Закржевские (Zakrzewski), Жебровские (Zebrowski).

## Знаменитые личности, использующие герб
- Тадеуш Костюшко — организатор восстания в Речи Посполитой 1794 года, национальный герой Польши, США, Беларуси[2].
- Умястовский, Ян Казимир — польский государственный деятель.